# Pseudoparatettix difficilis
Pseudoparatettix difficilis is een rechtvleugelig insect uit de familie doornsprinkhanen (Tetrigidae). De wetenschappelijke naam van deze soort is voor het eerst geldig gepubliceerd in 1935 door Klaus Günther.